# Менло (Канзас)
Менло (англ. Menlo) — місто (англ. city) в США, в окрузі Томас штату Канзас. Населення — 33 особи (2020).

## Географія
Менло розташоване за координатами 39°21′22″ пн. ш. 100°43′27″ зх. д. / 39.35611° пн. ш. 100.72417° зх. д. (39.356112, -100.724277).  За даними Бюро перепису населення США в 2010 році місто мало площу 0,30 км², уся площа — суходіл.

## Демографія
Згідно з переписом 2010 року, у місті мешкала 61 особа в 18 домогосподарствах у складі 15 родин. Густота населення становила 200 осіб/км².  Було 22 помешкання (72/км²).
Расовий склад населення:
| - 98,4 % — білих - 1,6 % — корінних американців |

До двох чи більше рас належало 0,0 %. Частка іспаномовних становила 1,6 % від усіх жителів.
За віковим діапазоном населення розподілялося таким чином: 36,1 % — особи молодші 18 років, 59,0 % — особи у віці 18—64 років, 4,9 % — особи у віці 65 років та старші. Медіана віку мешканця становила 26,5 року. На 100 осіб жіночої статі у місті припадало 84,8 чоловіків;  на 100 жінок у віці від 18 років та старших — 95,0 чоловіків також старших 18 років.
Середній дохід на одне домашнє господарство  становив 51 517 доларів США (медіана — 55 000), а середній дохід на одну сім'ю — 51 517 доларів (медіана — 55 000). Медіана доходів становила 37 500 доларів для чоловіків та 21 250 доларів для жінок. 
Цивільне працевлаштоване населення становило 12 особи. Основні галузі зайнятості: сільське господарство, лісництво, риболовля — 66,7 %, фінанси, страхування та нерухомість — 25,0 %, роздрібна торгівля — 8,3 %.